# Guerra ruso-turca (1787-1792)
La guerra ruso-turca de 1787 a 1792 se debió al intento frustrado del Imperio otomano por reconquistar territorios cedidos a Rusia en el curso de la guerra de 1768 a 1774. Se saldó con el Tratado de Iași de 1792, por el cual el Imperio otomano reconoció la anexión de Kanato de Crimea y cedió Yedisán. El río Dniéster se convirtió en una nueva frontera internacional entre ambos países.

## Desarrollo

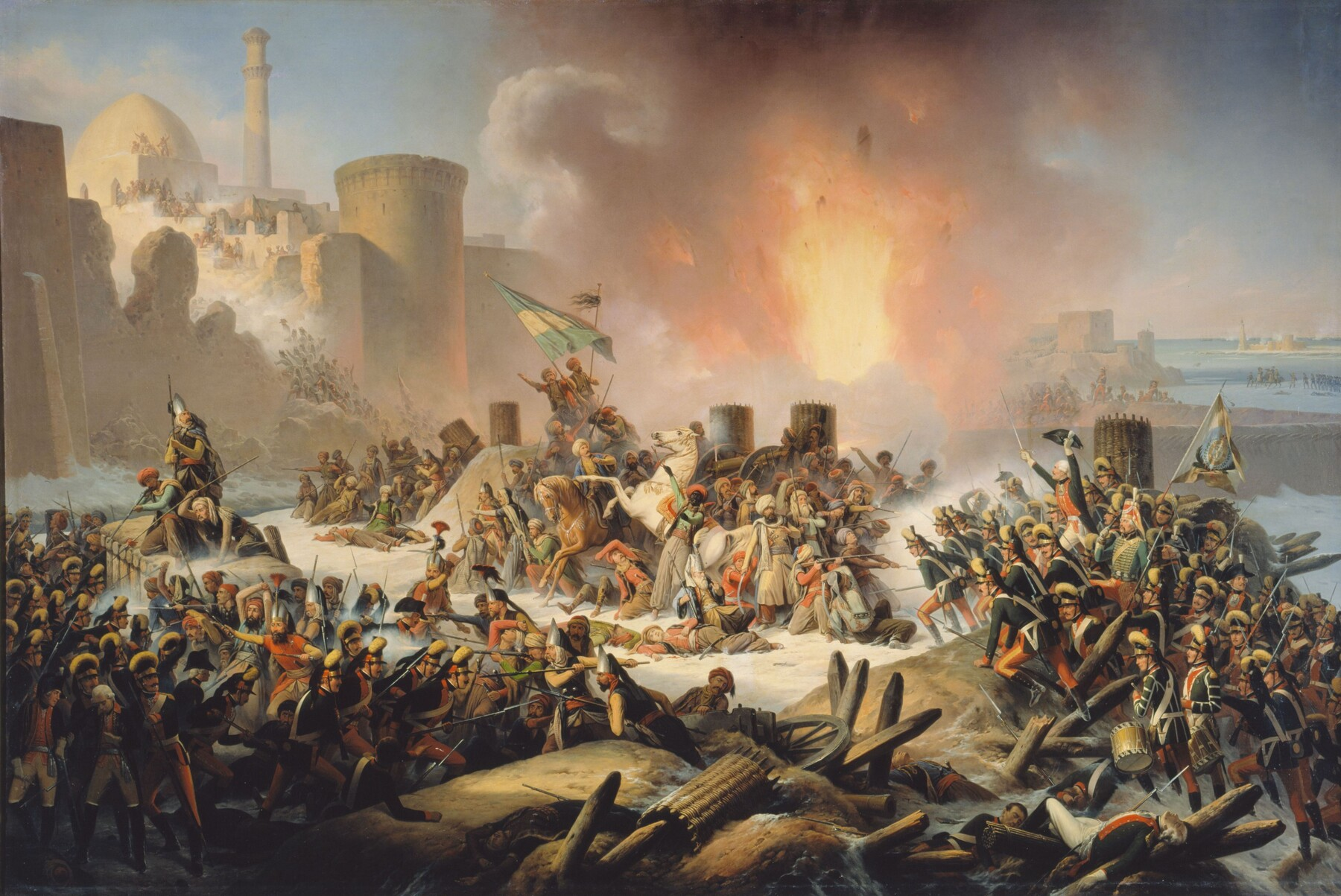
Sitio de Ochákiv en 1788, por January Suchodolski.

En 1786, Catalina II de Rusia hizo su entrada triunfal en la Crimea anexionada en compañía de su aliado, el emperador José II de Habsburgo del Sacro Imperio Romano Germánico. Estos acontecimientos, junto con la fricción causada por mutuas acusaciones de infracción del Tratado de Küçük Kaynarca, que había terminado la anterior guerra, inflamaron a la opinión pública de Constantinopla; los embajadores británico y francés, por su parte, también dieron su apoyo incondicional a los partidarios de la guerra.
La guerra se declaró en 1788, pero los preparativos de Turquía fueron inadecuados y el momento mal elegido, con Austria aliada a Rusia, hecho conocido por los turcos sólo cuando ya era demasiado tarde. Los turcos consiguieron que los austriacos se retiraran de Mehadia y conquistaron el Banato (1789); pero en Moldavia el mariscal de campo Piotr Rumyántsev-Zadunayski tomó Iaşi y Jotín. Tras un largo sitio invernal Ochákiv cayó ante el príncipe Grigori Potiomkin, y todos sus habitantes fueron masacrados. Esta noticia afectó tanto al sultán Abdul Hamid I que le causó la muerte.
Los generales turcos eran incompetentes, y el ejército levantisco; las expediciones de auxilio a Bender y Akkerman fracasaron, Belgrado fue tomada por el general Laudon de Austria, la fortaleza inexpugnable de Izmaíl fue conquistada por Suvórov mediante el uso de ataques sorpresa de infantería y artillería combinadas, Fiódor Ushakov destruyó la flota otomana en Fidonisi (Fidonisi), Tendra, el estrecho de Kerch y el cabo Caliacria, y la caída de Anapa ante Iván Gudóvich completó la serie de desastres turcos.
El nuevo y joven sultán, Selim III, deseaba ardientemente restaurar el prestigio de su país con una victoria antes de hacer la paz, pero el estado de sus tropas frustró sus esperanzas. Prusia, que había firmado un tratado ofensivo con Turquía el 31 de enero de 1790, no le prestó ninguna ayuda.
Por el Tratado de Iași, firmado con Rusia el 9 de enero de 1792, el Imperio otomano reconoció la anexión rusa del Kanato de Crimea (efectuada en 1783) y cedió Yedisán (Jadzhibey y Ochákiv) a Rusia. El Dniéster se convirtió en la frontera europea entre ambos países mientras que la frontera asiática (el río Kubán) permaneció intacta.